# Número trascendente

Número π.

Un número trascendente, también llamado  número trascendental, es un número que no es raíz de ningún polinomio  con coeficientes enteros no todos nulos.
Un número real trascendente no es un número algebraico, pues  no es solución de ninguna ecuación algebraica con coeficientes racionales. Tampoco es número racional, ya que estos resuelven ecuaciones algebraicas de primer grado; al ser real y no ser racional, necesariamente es un número irracional. En este sentido, número trascendente es antónimo de número algebraico. La definición no proviene de una simple relación algebraica, sino que se define como una propiedad fundamental de las matemáticas. Los números trascendentes más conocidos son π y e.
En general, si tenemos dos cuerpos {\displaystyle (K,+,\cdot )} y {\displaystyle (L,+,\cdot )} de forma que el segundo es extensión del primero, diremos que {\displaystyle \alpha \in L} es trascendente sobre {\displaystyle K} si no existe ningún polinomio {\displaystyle p\in K[x]} del que {\displaystyle \alpha \,} es raíz ({\displaystyle p(\alpha )=0\,}).
El conjunto de números algebraicos es numerable, mientras el conjunto de números reales no es numerable; por lo tanto, el conjunto de números trascendentes es también no numerable. O tiene la potencia del continuo.
Sin embargo, existen muy pocos números trascendentes conocidos, y demostrar que un número es trascendente puede ser extremadamente difícil. Por ejemplo, todavía no se sabe si la constante de Euler ({\displaystyle \gamma \,}) lo es, siendo
{\displaystyle \gamma =} {\displaystyle 1+{\frac {1}{2}}+{\frac {1}{3}}+{\frac {1}{4}}+\cdots +{\frac {1}{n}}-\ln(n),} cuando {\displaystyle n\to +\infty }.
De hecho, ni siquiera se sabe si {\displaystyle \gamma } es racional o irracional.
- Los logaritmos naturales de reales positivos, salvo potencias del número {\displaystyle e,} son números trascendentes; de la misma manera los valores de funciones trigonométricas, excepto en algunos casos; hay forma de dar un número trascendente a través de fracciones continuadas, como el caso  del número de Arquímedes o π.[6] La dificultad estriba en probar si el número propuesto es o no trascendente.

La propiedad de normalidad de un número puede contribuir a demostrar si es trascendente o no.

## Historia
La denominación «trascendental» la acuñó Leibniz cuando en un artículo de 1682 demostró que la función {\displaystyle \textstyle \sin(x)} no es una función algebraica de {\displaystyle \textstyle x}. Posteriormente, Euler definió los números trascendentes en el sentido moderno. La existencia de los números trascendentes fue finalmente probada en 1844 por Joseph Liouville, quien en 1851 mostró algunos ejemplos entre los que estaba la «constante de Liouville»:
{\displaystyle {\sum _{k=1}^{\infty }}10^{-k!}=0,110001000000000000000001000\ldots }
donde el enésimo dígito después de la coma decimal es 1 si n es un factorial (es decir, 1, 2, 6, 24, 120, 720, etc.) y 0 en cualquier otro caso. El primer número del que se demostró que era trascendente sin haber sido específicamente construido para ello fue e, por Charles Hermite en 1873. En 1882, Carl Louis Ferdinand von Lindemann publicó una demostración de que π es trascendente. En 1874, Georg Cantor encontró el argumento descrito anteriormente estableciendo la ubicuidad de los números trascendentes.
El descubrimiento de estos números ha permitido la demostración de la imposibilidad de resolver varios antiguos problemas de geometría que solo permiten utilizar regla y compás. El más conocido de ellos es el de la cuadratura del círculo, y su imposibilidad radica en que π es trascendente. No ocurre lo mismo con los otros dos "problemas griegos" más famosos, la duplicación del cubo y la trisección del ángulo, que se deben a la imposibilidad de construir con regla y compás números derivados de polinomios de grado superior a dos (véase Número construible) es significativo que estos otros dos problemas puedan resolverse con modificaciones relativamente simples del método (permitiendo marcar la regla, acción que la geometría euclídea no toleraba) o con métodos similares a la regla y compás, como el origami, en tanto que la cuadratura del círculo, al depender de la trascendencia de π, tampoco es resoluble con esos métodos.

## Ejemplos
A continuación figura una lista de los números trascendentes más comunes:
- e
- π
- {\displaystyle 2^{\sqrt {2}}} o, de forma más general, {\displaystyle a^{b}\,} donde {\displaystyle a\neq 0,1} es algebraico y b es algebraico pero irracional. El caso general del séptimo problema de Hilbert, es decir, la determinación de si {\displaystyle a^{b}\,} es trascendental cuando {\displaystyle a\neq 0,1} es algebraico y b es irracional, queda demostrado parcialmente como cierto según el teorema de Gelfond-Schneider.
- {\displaystyle \ln(a)\,} si a es positivo, racional y diferente de 1. Véase logaritmo natural.
- Las funciones trigonométricas {\displaystyle \operatorname {sen}(a),\cos(a),...} si {\displaystyle a\neq 0} es algebraico (radianes).
- {\displaystyle \Gamma \left({\frac {1}{3}}\right)} y {\displaystyle \Gamma \left({\frac {1}{4}}\right)} (véase función Gamma).
- número de Champernowne: C10 = 0.123456789101112131415161718192021...
- {\displaystyle \Omega \,}, constante de Chaitin.
- {\displaystyle \sum _{k=0}^{\infty }10^{-\lfloor \beta ^{k}\rfloor };\qquad \beta >1\;,}

donde {\displaystyle \beta \mapsto \lfloor \beta \rfloor } es la función piso.
- {\displaystyle \sum _{k=1}^{\infty }10^{-k!}=0,110001000000000000000001000....} la constante de Liouville.